# Bijou Video
Bijou Vidéo est une société créé en 1969 par Steven Toushin. Elle est spécialisée dans la production de gay films pornographiques. 

## Filmographie
- Twins (1993)
- Getting It (1985)
- Centurians of Rome (1981)

## Questions juridiques
Steven Toushin et Bijou Vidéo ont fait l'objet de 21 plaintes aux États-Unis de la partie du gouvernement fédéral et des gouvernements locaux, pour obscénité. La première accusation a été portée contre Toushin en 1969 pour le film Flaming Creatures de Jack Smith, suivie de peu par une autre plainte pour obscénité en 1970 pour un second film. En 1973, c'est le célèbre Gorge Profonde qui fait l'objet d'une plainte.